# Зимци (Муреш)
Зимци (рум. Zimți) насеље је у Румунији у округу Муреш у општини Ибанешти Падуре. Oпштина се налази на надморској висини од 601 m.

## Становништво
Према подацима из 2002. године у насељу је живело 63 становника, од којих су сви румунске националности.